# 94 Aurora
Aurora (asteroide 94) é um asteroide da cintura principal com um diâmetro de 204,89 quilómetros, a 2,88426048 UA. Possui uma excentricidade de 0,0871426 e um período orbital de 2 051,38 dias (5,62 anos).
Aurora tem uma velocidade orbital média de 16,75625556 km/s e uma inclinação de 7,96566801º.
Este asteroide foi descoberto em 6 de setembro de 1867 por James C. Watson.
Este asteroide recebeu este nome em homenagem à deusa Aurora da mitologia romana.